# Saldonha

Saldonha é uma povoação portuguesa do Município de Alfândega da Fé que foi sede da extinta Freguesia de Saldonha, freguesia que tinha 8,63 km² de área e 92 habitantes (2011), e, portanto, uma densidade populacional de 10,7 hab/km².
A Freguesia de Saldonha foi extinta (agregada) em 2013, no âmbito de uma reforma administrativa nacional, tendo sido agregada às freguesias de Agrobom e Vale Pereiro, para formar uma nova freguesia denominada União das Freguesias de Agrobom, Saldonha e Vale Pereiro com sede em Agrobom.

## População
| População da freguesia de Saldonha (1864 – 2011) | População da freguesia de Saldonha (1864 – 2011) | População da freguesia de Saldonha (1864 – 2011) | População da freguesia de Saldonha (1864 – 2011) | População da freguesia de Saldonha (1864 – 2011) | População da freguesia de Saldonha (1864 – 2011) | População da freguesia de Saldonha (1864 – 2011) | População da freguesia de Saldonha (1864 – 2011) | População da freguesia de Saldonha (1864 – 2011) | População da freguesia de Saldonha (1864 – 2011) | População da freguesia de Saldonha (1864 – 2011) | População da freguesia de Saldonha (1864 – 2011) | População da freguesia de Saldonha (1864 – 2011) | População da freguesia de Saldonha (1864 – 2011) | População da freguesia de Saldonha (1864 – 2011) |
| ------------------------------------------------ | ------------------------------------------------ | ------------------------------------------------ | ------------------------------------------------ | ------------------------------------------------ | ------------------------------------------------ | ------------------------------------------------ | ------------------------------------------------ | ------------------------------------------------ | ------------------------------------------------ | ------------------------------------------------ | ------------------------------------------------ | ------------------------------------------------ | ------------------------------------------------ | ------------------------------------------------ |
| 1864                                             | 1878                                             | 1890                                             | 1900                                             | 1911                                             | 1920                                             | 1930                                             | 1940                                             | 1950                                             | 1960                                             | 1970                                             | 1981                                             | 1991                                             | 2001                                             | 2011                                             |
| 409                                              | 322                                              | 297                                              | 302                                              | 304                                              | 247                                              | 251                                              | 280                                              | 304                                              | 277                                              | 180                                              | 192                                              | 157                                              | 102                                              | 92                                               |